# Potaszewskaja (rejon chołmogorski)
Potaszewskaja (ros. Поташевская) – wieś (dieriewnia) w Rosji, w obwodzie archangielskim, w rejonie chołmogorskim. W 2021 liczyła 58 mieszkańców.